# Tống Đan
Tống Đan (tiếng Trung: 宋丹; bính âm: Song Dan; sinh tháng 7 năm 1956) là Trung tướng Quân Giải phóng Nhân dân Trung Quốc (PLA). Ông hiện là Ủy viên Ủy ban Trung ương Đảng Cộng sản Trung Quốc khóa XIX, Ủy viên Ủy ban Chính trị Pháp luật Trung ương Đảng Cộng sản Trung Quốc, Bí thư Ủy ban Chính trị Pháp luật Quân ủy Trung ương Trung Quốc.

## Tiểu sử

### Thân thế
Tống Đan sinh tháng 7 năm 1956 tại Côn Minh, tỉnh Vân Nam, ông là người Tứ Hồng, tỉnh Giang Tô.

### Giáo dục
Năm 1978 đến năm 1982, Tống Đan theo học tại Học viện Chính trị Pháp luật Tây Nam.

### Sự nghiệp
Năm 1982, sau khi tốt nghiệp, Tống Đan công tác tại Phòng Bảo vệ, Quân khu Côn Minh và từng đảm nhiệm chức vụ Tổ trưởng Cục Pháp chế Quân ủy Trung ương, Phó Cục trưởng Cục Pháp chế Quân ủy Trung ương Trung Quốc.
Tháng 7 năm 2007, Tống Đan được bổ nhiệm làm Cục trưởng Cục Pháp chế Quân ủy Trung ương. Năm 2010, ông được bổ nhiệm giữ chức Phó Chủ nhiệm Văn phòng Quân ủy Trung ương Trung Quốc. Tháng 5 năm 2016, ông được bổ nhiệm làm Phó Bí thư Ủy ban Kiểm tra Kỷ luật Quân ủy Trung ương Trung Quốc.
Tháng 1 năm 2017, Tống Đan được bổ nhiệm giữ chức vụ Ủy viên Ủy ban Chính trị Pháp luật Trung ương Đảng Cộng sản Trung Quốc, Bí thư Ủy ban Chính trị Pháp luật Quân ủy Trung ương Trung Quốc kế nhiệm Trung tướng Lý Hiểu Phong. Năm 2017, ông được phong quân hàm Trung tướng. Ngày 24 tháng 10 năm 2017, tại Đại hội Đảng Cộng sản Trung Quốc lần thứ XIX, Tống Đan được bầu làm Ủy viên Ban Chấp hành Trung ương Đảng Cộng sản Trung Quốc khóa XIX.